# Julian av Norwich

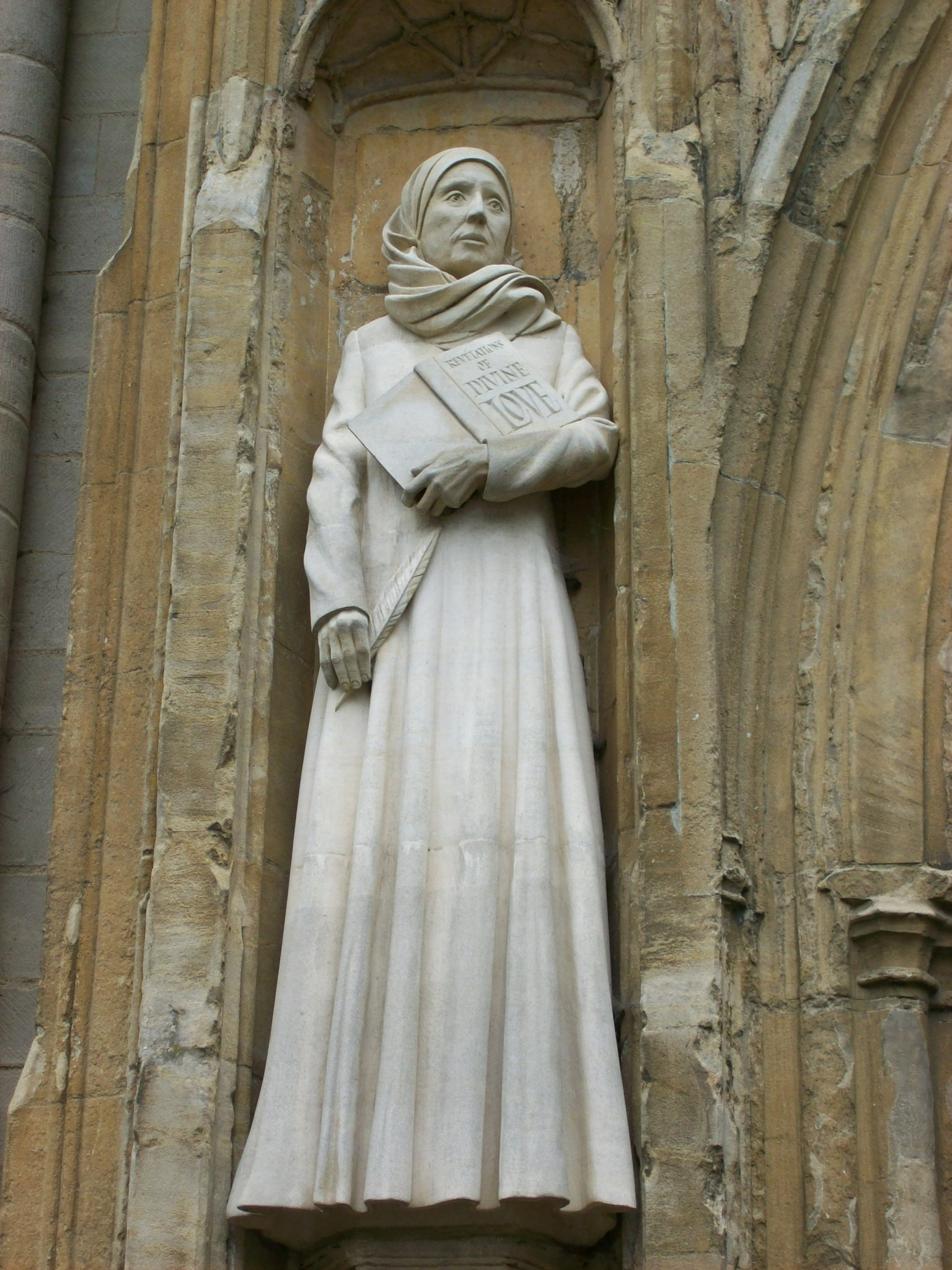
Julian av Norwich avbildad utanför katedralen i Norwich, skulpturen färdigställd 2000.

Julian av Norwich, född omkring 1342, död efter 1416, var en engelsk eremit (anakoret) och mystiker. 
Julian av Norwich uppfostrades troligen i benediktinklostret Carrow utanför Norwich, var en tid nunna där och senare eremit utanför klostret. År 1373 fick Julian sexton uppenbarelser. Under följande tjugo år utarbetade hon en beskrivning av dessa. Utmärkande är den milda och ljusa tonen och en övertygelse att Guds kärlek skall vinna: ”All shall be well”. Ett uppmärksammat drag är att Jesus ibland kallas ”moder”.
Julian av Norwichs mest kända skrift, ”Uppenbarelser av den gudomliga kärleken”, utgavs i svensk översättning i sin helhet för första gången 1991 av Tryggve Lundén. Gerhard Tersteegen utgav utdrag ur hennes uppenbarelser på tyska i sin ”Heliga själars liv” (1733-53, 3 band).

## Skrifter i svensk översättning
- ”Uppenbarelser av den gudomliga kärleken”. Artos, Skellefteå, 1991, översättning av Tryggve Lundén (I dessa skrifter berättar Julian om de uppenbarelser hon fått av Kristus)